# Сеньковський Юрій Миколайович

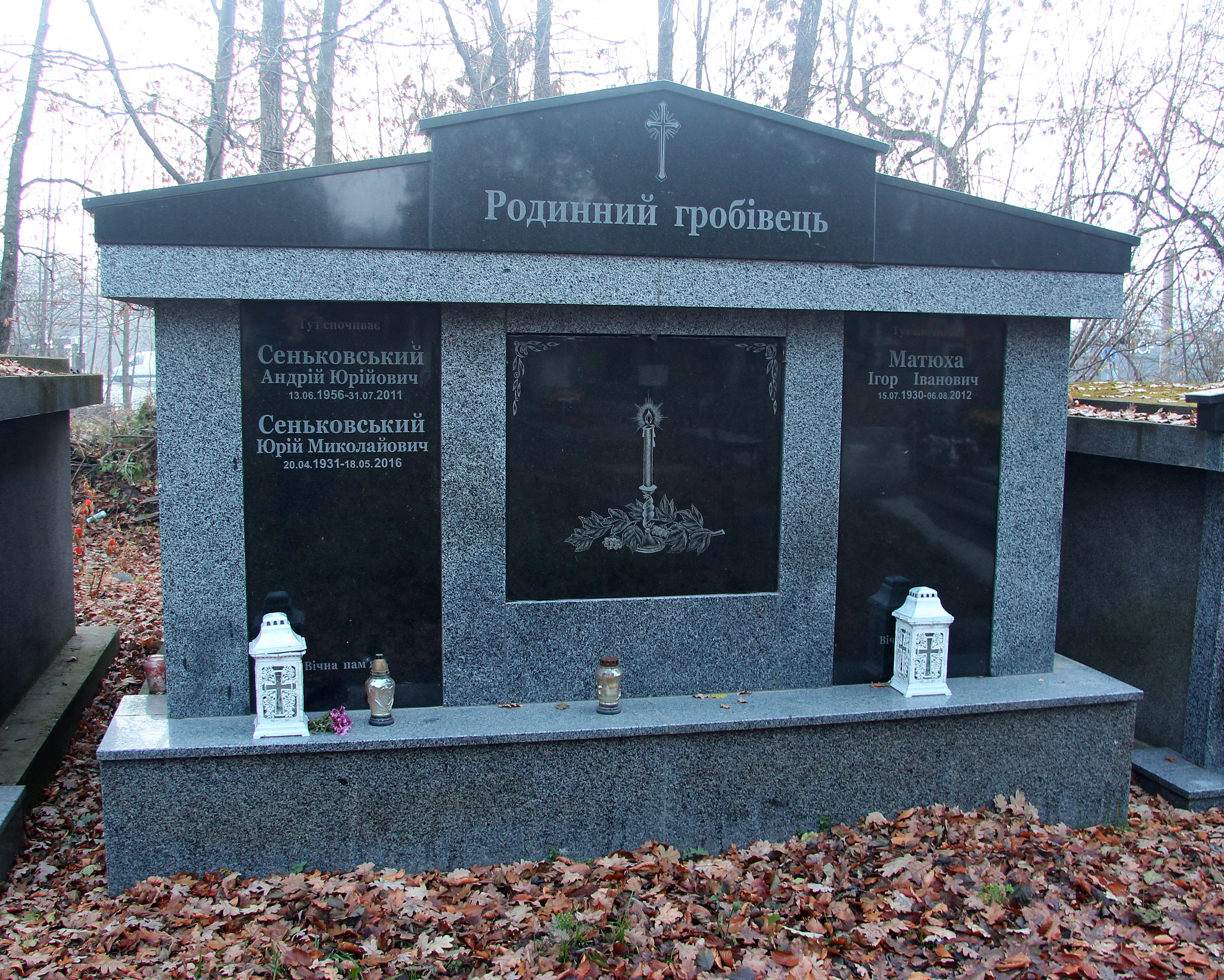

Сеньковський Юрій Миколайович (* 20 квітня 1931, Львів — помер 18 травня 2016) — український геолог, учений у галузі генетичної літології, теоретичної мінералогії, геологічної та геохімічної палеоокеанографії.
Завідувач відділу седиментології провінцій горючих копалин Інституту геології і геохімії горючих копалин НАН України (з 1980), доктор геолого-мінералогічних наук (1975), професор, член-кореспондент НАН України (1997), лауреат премії імені В. І. Вернадського НАН України (1994), член Наукового товариства імені Шевченка, член Регіонального об'єднання дослідників Гуцульщини.

## Біографія
Народився в сім'ї інженера-фотограметриста, фотографа Миколи Івановича Сеньковського. Мати, Поліщук Євгенія Петрівна, вчителювала в гуцульських селах.
Дитинство та шкільні роки провів у містах Косів і Коломия Івано-Франківської області. Середню освіту здобув, навчаючись у Коломийській гімназії (середня школа № 1) та у музичних навчальних закладах Коломиї і Львова.
Під час навчання в школі та інституті протягом 1947–1950 рр. працював у геологічних партіях об'єднань «Укргаз» і «Укрнафтогазрозвідка», що проводили геологічне картографування території Карпат.
1950–1955 — навчався на геологорозвідувальному факультеті Львівського політехнічного інституту, де отримав спеціальність гірничого інженера-геолога та залишився працювати на кафедрі петрографії й мінералогії.
З 1959 р. перебував у аспірантурі і на науковій роботі в Інституті геології і геохімії горючих копалин НАН України, де в різні роки обіймав посади старшого інженера, молодшого та старшого наукового співробітника, вченого секретаря інституту.
Під науковим керівництвом академіка АН УРСР Л. Г. Ткачука виконав і захистив кандидатську (1962, тема — «Літологія верхньокрейдових відкладів Середнього Придністров'я») і докторську (1975, тема — «Літологія силіцитів мезокайнозою південного заходу Східноєвропейської платформи») дисертації.
З 1980 очолював відділ седиментології провінцій горючих копалин в Інституті геології і геохімії горючих копалин НАН України.
Помер у Львові , похований у родинному гробівці на Сихівському цвинтарі.

## Науковий доробок
Збагатив геологічну науку науковими працями в галузі седиментології давніх континентальних окраїн океану Тетіс, опрацював теорії, які пояснюють походження глобальних процесів фосфатогенезу, океанського та морського мезозой-кайнозойського силіцито- та карбонатоутворення, формування Південно-Європейського апвелінгового поясу з лавинною седиментацією біогенів.
Його фундаментальні праці («Літологія верхньокрейдових відкладів Середнього Придністров'я», 1963; «Літогенез сірчаних родовищ Прикарпаття», 1972; «Силіцити крейди південно-західного схилу Східно-Європейської платформи», 1973; «Кремнистые породы СССР», 1976) сприяли розвитку в Україні нового наукового напряму — геологічна палеоокеанографія континентальних окраїн та їх корисні копалини.
Наукові розробки вченого були покладені в основу національних завдань глобальних геологічних проектів по лінії Міжнародної програми геологічної кореляції, а також низки вітчизняних регіональних геологічних програм.
Є автором 260 наукових праць, в тому числі 15 монографій і 22 літолого-палеогеографічних і геологічних карт Центральної Європи та Євразії. Особливо важливе місце займають такі його монографії як «Літогенез кременистих товщ південного заходу СРСР» (1977) і «Волино-Поділля у крейдовому періоді» (1987).
Вперше в Україні організував та провів міжнародну конференцію з проблеми «Кремененагромадження» (1978, Київ), брав участь у роботі численних наукових симпозіумів та нарад. За монографію «Фосфорити Заходу України» був удостоєний премії імені В. І. Вернадського (1994).
У доробку вченого — оригінальна наукова концепція, в основі якої лежать уявлення про сучасні регіони нагромадження вуглецьвмісних відкладів як майбутні нафтогазоносні провінції Землі. Теорії біогенного седиментогенезу та літогенезу осадових формацій і пов'язаних з ними корисних копалин давніх континентальних окраїн вчений розглядає з позицій концепції «тектоніки літосферних плит».

## Наукова кар'єра
Ю. М. Сеньковський працював на посаді наукового співробітника та вченого секретаря ІГГГК, вченого секретаря Наукової ради з проблеми «Геологія і геохімія горючих копалин» при Відділенні наук про Землю НАН України, секретаря та члена Вченої ради ІГГГК НАН України, національного представника Ради Міжнародної асоціації седиментологів і Седиментологічної комісії Карпато-Балканської геологічної асоціації, члена Експертної малої ради ВАК при Кабінеті Міністрів України, Українського літологічного комітета, керівника української частини багатьох проектів Міжнародної програми геологічної кореляції (ЮНЕСКО), Міжнародного союзу геологічних наук.

## Громадська діяльність
Активний громадський діяч. Був одним із засновників громадської наукової організації «Регіональне об'єднання дослідників Гуцульщини» (1993), очолював відділення природничих наук, був членом редакційної колегії та автором статей збірника праць «Краєзнавство» Косівського осередку Наукового товариства імені Шевченка «Гуцульщина».
Популяризував  творчий здобуток свого батька. Зокрема, опрацював і перевидав багатотисячним тиражем унікальну роботу Миколи Сеньковського «Східні Карпати — Чорногора» (вперше надрукована 1931 року), яка не має аналогів серед фотометричних описів решти регіонів Карпат.